# Das Spiel war sein Fluch
Das Spiel war sein Fluch ist ein französisch-italienisches Filmdrama aus dem Jahre 1958 von Claude Autant-Lara mit Gérard Philipe und Liselotte Pulver in den Hauptrollen. Die Geschichte basiert auf dem Roman Der Spieler (1867) von Fjodor Dostojewski.

## Handlung
Deutschland im Jahre 1867. Der Russe Alexej Iwanowitsch verdient sich seinen Lebensunterhalt als Hauslehrer bei einem Landsmann, dem verarmten General Sagorianski, der mit seinen beiden kleinen Söhnen und seiner erwachsenen Stieftochter Polina in Baden-Baden weilt. Sehnsüchtig wartet man in dieser Familie auf eine Nachricht aus Moskau, die den Tod der alten, verhassten Tante Antonia Wassiljewna verkündet. Ihr Vermögen, das dann in die Hände des Generals ginge würde, könnte all dessen finanziellen Probleme lösen. Außerdem wäre die Erbschaft ein gutes Argument für die berechnende Mademoiselle Blanche, eine Abenteurerin, den nicht eben attraktiven General zu heiraten, und auch ihr erpresserischer Freund, der Marquis de Grieux, hätte nicht länger etwas gegen eine Hochzeit mit Polina Sagorianski, die mit dem unerhofften Geldsegen aus Tantchens Nachlass plötzlich eine gute Partie werden würde, einzuwenden. Doch als Hauslehrer Alexej, der Polina über alles liebt, nach Baden-Baden kommt, kann er die erhoffte Nachricht vom Tod der reichen Tante nicht mitbringen. Stattdessen muss er mit ansehen, wie Polina dem schmierigen Marquis verfällt, der seinerseits sein Verhältnis mit der windigen Blanche aufrechterhält. Alexej versucht Polina die Augen über ihre berechnende Entourage zu öffnen ihr und die Charakterlosigkeit des Marquis zu offenbaren. Doch anstatt Polina zu überzeugen verliert Alexej nur seine Anstellung bei der Generalsfamilie.
Wenig später trifft Tante Antonia, von allen zumeist „Großmutter“ genannt, ausgesprochen quicklebendig in Baden-Baden ein. Auf der Suche nach dem General landet sie im hiesigen Spielcasino, das schon so manchen Glücksritter in den Ruin getrieben hat, und schließlich am Roulettetisch. Den nunmehr stellungslosen Alexej hat sie sogleich als ihre Begleitung eingestellt. Die Tante gewinnt anfänglich noch, verfällt aber daraufhin dem Spiel. Dann verliert sie, verkauft erst ihre Wertpapiere und schließlich setzt sie das letzte Geld aus ihrer Reisekasse ein. Der Roulettetisch wird zu Tantchens Untergang. Doch dies ist nicht die einzige Katastrophe: Der General erleidet angesichts von Tantchens am Roulettetisch zerronnenen Erbschaft einen tödlichen Herzanfall, die wankelmütige Blanche sucht sich einen neuen Verehrer, und des Grieux, der sich in jeder Hinsicht verspekuliert hatte und Polina schnöden fallen ließ, bereitet sich auf seine Abreise vor. Da versucht Alexej selbst sein Glück am Spieltisch. Mit dem Mut der Verzweiflung setzt er den letzten Louisdor … und gewinnt. Seine Glückssträhne reißt nicht ab, schon hat er 20.000 Louisdors gewonnen. Der Tisch wird daraufhin geschlossen, doch wie im Fieberwahn spielt Alexej am nächsten weiter. Fast scheint auch er dem Spielrausch verfallen zu sein – da erinnert er sich an Polina. Mit Taschen voller Geld reißt er sich vom Spieltisch los und eilt zu ihr ins Hotel, um zu ihrem Liebeströster zu werden.

## Produktionsnotizen
Die Dreharbeiten zu Das Spiel war sein Fluch zogen sich vom 20. März bis zum 17. Mai 1958 hin. Die Uraufführung fand am 26. November 1958 in Paris statt. Deutschlandpremiere war am 19. Dezember 1958. In der DDR lief er ab 27. Mai 1960 unter dem Titel "Der Spieler" in den Kinos.
Ralph Baum war Herstellungsleiter. Max Douy entwarf die Filmbauten, Rosine Delamare die Kostüme.

## Synchronisation
| Rolle                                  | Darsteller       | Synchronsprecher (BRD) | Synchronsprecher (DDR) |
| -------------------------------------- | ---------------- | ---------------------- | ---------------------- |
| Alexej Iwanowitsch                     | Gérard Philipe   | Peer Schmidt           | Kurt Ulrich            |
| Polina Sagorianski                     | Liselotte Pulver | sie selbst             | Ruth Drexel            |
| Marquis des Grieux                     | Jean Danet       | Heinz Drache           | Uwe Kreyssig           |
| Tante Antonia Wassiljewna              | Françoise Rosay  | Lina Carstens          | Ruth Baldor            |
| General Alexander Wladimir Sagorianski | Bernard Blier    | Walter Klam            | Fred K.A. Kronström    |
| Blanche de Cominges                    | Nadine Alari     | Marianne Kehlau        | Gisela Morgen          |
| Der Baron                              | Paul Esser       | er selbst              | Adolf-Peter Hoffmann   |
| Bogdawitsch                            | Julien Carette   | Alfons Teuber          |                        |
| Astley                                 | Sacha Pitoëff    | Herbert Weicker        |                        |

## Kritiken
Im Lexikon des Internationalen Films heißt es: „Die im Roman beabsichtigte Gesellschaftskritik verpufft fast gänzlich, mit Ausnahme des ausgezeichneten Hauptdarstellers bleiben die Figuren unglaubwürdig. Ein nichtssagendes filmisches Bilderbuch.“
Cinema-online fand, der Film „kommt nicht an die Vorlage heran“. „Trotz guter Besetzung … fehlt der Biss.“